# Kai Khosrow
Kai Khosrow, tức Kei Khosrow hay Kay Khoosroo hoặc là Khosru (tiếng Ba Tư: کیخسرو) là vị vua huyền thoại của nhà Kayani và là một nhân vật trong thiên sử thi Shahnameh của người Ba Tư. Tương truyền, ông là một vị Quân vương vĩ đại, thậm chí là vị vua vĩ đại nhất của nước Ba Tư trong huyền sử. Dưới triều đại của ông, danh tướng Rostam phò vua đắc lực, thể hiện bản lĩnh anh hùng. Không những thắng lợi vẻ vang trong chiến tranh, vị vua hiền này còn trị vì công minh, và ông trị vì lâu dài. Có người cho rằng ông chính là một vị vua được sử cũ Hy Lạp ghi nhận - Hoàng đế Cyrus Đại Đế của Đế quốc Ba Tư. Theo sử cũ Hy Lạp, vua Cyrus Đại Đế đã thống nhất các dân tộc Media và Ba Tư, lại còn tiến hành chinh phạt nước Babylon vào năm 539 TCN. Ông sáng lập ra một đế quốc hùng mạnh.
Tương truyền, Hoàng đế Kai Khosrow là con của Hoàng tử Siavash nước Ba Tư, trong lúc bị đày ải, Siavash đã cưới Công chúa Farangis của nước Turan. Trước khi Kai Khosrow ra đời, cha ông bị giết ở nước Turan bởi ông ngoại ông là vua Afrasiab. Mẹ của ông là nàng Công chúa xinh đẹp Farangis cũng bị vua cha hạ lệnh cho giết, nhưng bà được cứu sống và sinh ra ông. Dù vua Afrabsiab nước Turan đã truyền lệnh cho giết Kai Khosrow bé nhỏ ngay khi ông sinh ra, Piran - vị quan Tể tướng thanh liêm của Hoàng đế nước Turan - đã không tuân lệnh đức vua của mình. Quan Tể tướng Piran đặt tên cho vị hoàng tôn là Kay Khosrow và giao ông cho một người chăn cừu nuôi nấng, còn dặn người này phải giáo dục ông thật tốt. Tên gọi Kai Khosrow bắt nguồn từ Kavi Husravah, nghĩa là "nổi tiếng" trong kinh Avesta.
Trong lúc này, Hoàng đế Afrasiab ngỡ rằng ông đã bị vứt bỏ trên sa mạc, nào ngờ, ông ta hay tin rằng vị Hoàng tôn vẫn còn sống. Ông ta bèn chất vấn quan Tể tướng Piran, và vị quan liêm chính này trình tấu với vua rằng, Hoàng tôn Kai Khosrow đã được một người chăn cừu cứu sống và ông trở thành một thằng ngốc.

## Vua hiền
Thế là Hoàng đế Afrasiab cho gọi Hoàng tôn Kai Khosrow đến. Quan Tể tướng Piran đã căn dặn ông giả làm một thằng ngốc, và ông hoàn toàn xuất sắc vai trò này khi yết kiến Hoàng đế nước Turan. Hoàng đế Afrasiab nhận thấy ông vô hại, và do đó, ông ta truyền lệnh cho ông trở về sống với mẫu hậu Farangis.
Khi hay tin Hoàng tử Siavash bị giết, cha của vị Hoàng tử quả cảm này là vua Kay Kavoos quyết định báo thù cho con trai của mình. Ông cử danh tướng Rostam thống lĩnh Quân đội Ba Tư đi đánh Đế quốc Turan. Hoàng đế Afrasiab bị đánh bại, và danh tướng Rostam chiếm giữ nhiều đất đai của ông ta trong vòng bảy năm. Hoàng đế Kai Kavoos mới cho người đi tìm cháu nội của mình. Hoàng đế Afrasiab, do lo sợ Kai Khosrow sẽ oán giận một khi ông trở về với Hoàng gia Ba Tư, truyền lệnh cho mang ông đến bờ biển Trung Hoa. Tuy nhiên, vị Hoàng tôn trẻ tuổi cuối cùng đã về với người ông nội của mình - Hoàng đế Kai Kavoos nước Ba Tư. Nhà vua rất vui sướng, ông truyền ngôi vua cho Kay Khosrow và truyền lệnh cho quan quân tuyên thệ trung thành với vị tân Hoàng đế.
Vốn được người Turan nuôi nấng, Hoàng đế Kay Khosrow đã chính vị hiệu vua nước Ba Tư. Tuy nhiên, ông vẫn đối xử khiêm nhường với cựu hoàng Kai Kavoos, chẳng khác gì nếu cựu hoàng không truyền ngôi cho ông vậy. Vị vua kiệt xuất Kay Khosrow gây chiến với nước Turan nhằm trả thù cho Hoàng tử Siavash cha ông, với sự phò tá đắc lực của danh tướng Rostam. Năm xưa, danh tướng Rostam vốn là công thần của tiên đế Kai Kavoos. Quân đội Ba Tư đại thắng nhiều lần, đến chiến dịch lần thứ năm thì chiến thắng hoàn toàn, và vua Afrabsiab bị bắt rồi giết chết, vì ông ta giết cha của vua Kay Khosrow. Tương truyền, quan Tể tướng Piran nước Turan - vị quan liêm có công cứu sống và nuôi nấng Hoàng tử Kai Khosrow xưa kia - đã đảm nhiệm vai trò Tổng tư lệnh Quân đội Turan và hy sinh trong cuộc chiến tranh giữa hai nước Ba Tư và Turan. Vị quan liêm bi kịch này bị người anh hùng Gudartz đánh bại trong chiến dịch phạt Turan lần thứ ba của nhà vua Kay Khosrow - ông không tham chiến trong lần này. Do đó, khi bái tạ Thượng đế đã đem lại chiến thắng cho ông, ông đã nhìn vào thi hài quan Tể tướng Piran, nhớ lại công đức của vị quan liêm này và òa khóc. Trong sử sách của người Hy Lạp cổ đại (ví dụ như nhà sử học Herodotus) cũng có ghi nhận một câu chuyện tương đồng về những năm tháng đầu đời của Hoàng Đế Cyrus Đại Đế của Đế quốc Ba Tư, và chiến thắng của ông trước người ông ngoại của chính mình là Hoàng đế Astyages.
Hoàng tử Cyrus là con trai của Công chúa Mandada - con gái của vua nước Media là Astyages, giống như Hoàng Đế Kai Khosrow là con trai của Công chúa Farangis - con gái của một vị Hoàng Đế nước ngoài là Afrasiab. Cả Hoàng Đế Cyrus Đại Đế trong sử sách Hy Lạp và Hoàng Đế Kai Khosrow trong huyền sử Ba Tư đều bị ông ngoại của mình hạ lệnh cho giết chết, nhưng họ đã được cứu sống, nuôi nấng bí mật và sau đó họ đã lật đổ ông ngoại của họ: do đó, thỉnh thoảng ông được đánh đồng với Hoàng Đế Cyrus Đại Đế. Sau khi lập nhiều chiến công hiển hách, Hoàng đế Cyrus Đại Đế - nhà chinh phạt xuất sắc nhất thời đó, xưng làm "Vua của các vị vua". Ông thực hiện chính sách tôn trọng nhân quyền, và là một trong những vị anh dùng được vị vua lỗi lạc Alexandros Đại Đế xứ Macedonia ngưỡng mộ nhất.
Theo huyền sử thì cuộc chiến giữa ông với nước Turan, để báo thù cho cha của ông là Hoàng tử Sivash và kết thúc với chiến thắng quyết định của ông, kéo dài trong suốt triều đại của ông. Truyền thuyết cổ xưa kể về cuộc hành quân Assyria qua hoang mạc Makran (Iran và Trung Á) do Nữ hoàng Semiramis thân chinh thống lĩnh, và cuộc hành quân Ba Tư cũng qua hoang mạc này do Hoàng đế Cyrus Đại Đế thân chinh thống lĩnh. Do địa thế khó khăn, nhà vua Ba Tư chỉ trở về với bảy binh sĩ. Về việc này thì trong thiên sử thi "Shahnameh" cũng có ghi về một cuộc chinh phạt hoang mạc Makran của Hoàng đế Kay Khosrow. Trong chiến dịch phạt Turan lần thứ tư - một trong những chiến dịch cuối cùng trong cuộc chiến tranh Ba Tư-Turan, ông đại thắng, và vua Afrasiab phải tháo chạy vượt biển. Vua Kai Khosrow quyết định hành quân trên khắp thế giới. Ông kéo quân đến Trung Quốc - nơi đã thấu hiểu Vương quyền của ông, đến Makran - vua xứ này chắc chắn phải bị đánh bại và lên đường vượt biển từ Makran. Trong cuộc truy kích này, ông không bắt được vua Afrasiab.
Cuộc chiến tranh Ba Tư - Turan kết thúc với chiến thắng của nước Ba Tư, mà trong suốt cuộc chiến ấy, danh tướng Rostum đã phò vua đắc lực. Vì thế, ông trao cho Rostum cai quản nhiều đất đai. Huyền sử Ba Tư ghi nhận về chiến thắng của Hoàng đế Kay Khosrow trong cuộc chiến chống nước Turan có sự tương đồng với tất cả những cuộc chinh phạt nước Media, Lydia, Ionia và Babylon của Hoàng đế Cyrus Đại Đế theo ghi nhận của các nhà sử học người Hy Lạp. Hoàng đế Kay Khosrow giờ đây hoàn toàn là vua của cả hai đế quốc hùng mạnh.
Hoàng đế Kai Khosrow trị vì huy hoàng trong suốt 60 năm, mở ra một thời kì khai sáng của đất nước. Truyền thuyết ghi nhận ông là một vị vua hiền và thương dân. Ông được xem là một vị vua công chính, người được kinh Avesta ca ngợi. Truyện Gharar al-seyar do Tha'alebi Marghani viết bằng tiếng Ả Rập vào thế kỷ X, có đề cập đến việc vua Kai Khosrow giúp Iran thoát khỏi thời kì đen tối, được thần dân ngưỡng mộ. Thiên sử thi Shahnameh cũng viết về ông vua huyền thoại Kai Khosrow, có điểm giống cách miêu tả về Hoàng đế Cyrus Đại Đế, ví dụ như sự tôn trọng đối với các tôn giáo và dân tộc khác, sự hiền từ, ngay thẳng và cống hiến của ông trong việc phục hồi các đền thờ. Cũng giống như Hoàng Đế Cyrus Đại Đế chinh phạt nước Media và lật đổ Hoàng Đế Astyages, Hoàng Đế Kai Khosrow đã chiếm luôn đất của người ông ngoại của chính ông là Hoàng Đế Afrabsiab, với tư cách là cháu của cả vua nước Ba Tư lẫn vua nước Turan, ông hợp nhất hai quốc gia này thành một Đế quốc hùng cường. Sau chiến thắng lừng lẫy và giết được vị Hoàng đế hùng cường Afrasiab, ông có đủ bản lĩnh và sức mạnh để trấn áp sự làm loạn của dư đảng của Vương triều Turan.
Từ đó, nhà vua thường ngự tại Hoàng cung ở thủ phủ Balk của tỉnh Khorasan, thuộc xứ Bactria thời cổ đại. Có lẽ ông rất hay ngự tại đây vào Mùa Hè; giống như ghi nhận của Xenophon cho hay, Hoàng đế Cyrus Đại Đế thường ngự ở Hoàng cung Ectabana vào Mùa Hè, để tránh cái nắng chói chang của đất kinh kỳ. Ông là một vị vua có tài lập pháp. Ông tiến hành hòa giải với dân tộc Turan, khuyên họ không nên ngu xuẩn bất hòa với dân tộc Iran láng giềng họ, vì cả hai dân tộc đều có chung một tổ tiên. Giờ đây, họ cùng nhau làm thần dân của một vị vua hiền - đó chính là ông. Từ Hoàng cung, ông truyền lệnh xuống cho trăm họ. Ông đạt được những chiến công hiển hách cũng nhờ thần dân Ba Tư đóng thuế cao cho ông, vì thế, sau thời chiến, vị vua hiền đã đền ơn đáp nghĩa cho họ. Nếu huyền sử Ba Tư ghi nhận về ông trị vì thái bình thịnh trị, tiền hành nhiều cải cách sau thắng lợi, thì nhà sử học Xenophon người Hy Lạp cũng ghi nhận tương tự về vị Hoàng đế mà Xenophon mến mộ - Cyrus Đại Đế: sau khi chinh phạt nước Ai Cập, ông trị vì bảy năm thịnh trị, và được thần dân kính trọng, yêu mến.

## Chén của Hoàng Đế Kai Khosrow
Chén của vua Jamshid, trên thực tế còn gọi là Chén của vua Kai Khosrow (Chén của Djemscheed hoặc Jaam-e Jam, còn gọi là chén của Kai Khosrow trong tiếng Ba Tư: جام جم) là một chiếc chén tiên đoán, theo thần thoại Ba Tư, nhieừ đời vua Ba Tư cổ đại đã dùng chiếc chén này. Chiếc chén này cũng được gọi là Jam-e Jahan nama, Jam-e Jahan Ara, Jam-e Giti nama, và Jam-e Kei-khosrow. Người ta cho rằng chiếc chén Jam-e Kei-khosrow chính là Kaei Husravah trong Kinh Thánh Avesta, và Sushravas trong Kinh Vệ Đà. Trong suốt triều đại của ông ta, Hoàng Đế Kai Khosrow chỉ sử dùng chiếc chén này một lần để tìm kiếm viên sứ thần Bizhan - người đã được vua phái đến nước Turan. Chánh sứ Bizhan vướng víu vào mối tình lãng mạn với Công chúa Manizheh, con gái của Hoàng đế nước Turan là Afrasiab. Công chúa Manizhe bí mật mang chánh sứ Bizhan vào chiếc giường của cô, không may, vua Afrasiab phát hiện, ông ta ném chánh sứ Bizhan vào một cái hố, và tống cổ Công chúa Manizheh ra khỏi kinh sư. Toàn dân Ba Tư đều cho rằng chánh sứ Bizhan đã chết, chỉ ngoại trừ Hoàng Đế Kai Khosrow, vì ông nhận thấy vị sứ thần còn sống thông qua chiếc chén của ông. Do đó, ông truyền lệnh cho danh tướng Rostam đến cứu Bijan. Và, đây trở thành một cuộc phiêu lưu, đồng thời là một chiến thắng huy hoàng của danh tướng Rostam.
Tương truyền, chiếc chén ("Jām") được lấp đầy với thuốc trường sinh bất lão và được sử dụng khi bói cầu. Theo ghi nhận của Ali-Akbar Dehkhoda, khi nhìn vào chiếc chén, người ta có thể theo dõi toàn bộ bảy khoảng trời trên vũ trụ (از هفت فلک در او مشاهده و معاینه کردی). Người ta tin rằng, chiếc chiếc này đã được tìm thấy tại kinh thành Persepolis trong thời kỳ cổ đại. Người ta nói rằng, chiếc chiếc giúp con người nhìn thấy toàn bộ thế giới, và những lời tiên đoán trong chén giúp con người hiểu được những sự thật bí ẩn. Thỉnh thoảng, đặc biệt trong những tích truyện dân gian như "Huyền thoại về người anh hùng Aslan", người ta coi đây là một quả bóng pha lê. Khi dịch thiên sử thi "Shahnameh" sang tiếng Anh, Helen Zimmern đã gọi chiếc chén này là một "quả cầu pha lê".

## Từ ngôi
Về sau, Hoàng Đế Kai Khosrow không thích làm vua nữa. Lúc bây giờ, ông đã chinh phạt được nước Turan và đạt được nhiều thành quả vang dội. Vì thế, ông đã từ ngôi và giao lại của cải của mình cho những thần dân có hoàn cảnh khó khăn, như goá phụ, trẻ mồ côi, người mù, v.v... Không những thế, ông đã được báo mộng rằng ông sắp mất. Ông không có con, và chọn một người bà con là Hoàng tử Lohsab làm vua kế vị ngôi báu và nói những lời căn dặn cuối cùng các chiến binh. Tuy quan quân Ba Tư ban đầu phản đối ông, cuối cùng thì họ đã công nhận tân Hoàng đế Lohsab. Sau khi chào tạm biệt Hoàng gia và thần dân Ba Tư, ông quyết định ẩn dật tôn giáo trong những ngày cuối đời của ông. Thế là kết thức 63 trị vì phồn vinh của ông. Tương truyền, cựu hoàng Kay Khosrow - với sự tháp tùng của một số triều thần - chọn một nơi chốn và đến sinh sống ở đó, và người ta nói rằng ông biến mất. Khi trở về, đoàn tùy tùng của ông - trong số đó có những chiến binh xuất sắc nhất của Vương quốc Ba Tư - đều thiệt mạng trong một cơn bão dữ dội. Ngày nay, nhân dân ở Shazand thuộc tỉnh Markazi của Iran tin rằng ông đã tới Shazand, cầu nguyện ở một ngọn núi và hiện vẫn còn sống. Tên gọi thị trấn cổ này bắt nguồn từ Shah (vua) và zende (tồn tại). Câu chuyện về sự biến mất của nhà vua có lẽ ám chỉ việc Hoàng đế Cyrus Đại Đế và toàn quân Ba Tư bị Nữ hoàng Tomyris và những người Massagetae tiêu diệt hoàn toàn.
Theo ông John Malcolm, câu chuyện này không hoàn toàn trùng khớp với sự kiện Hoàng đế Cyrus Đại Đế và toàn quân Ba Tư bị Nữ hoàng Tomyris người Massagetae đánh bại và tiêu diệt hoàn toàn - một sự kiện được biết đến qua ghi nhận của nhà sử học Herodotus người Hy Lạp. Một vị vua vĩ đại không thể sa ngã một cách chẳng mấy huy hoàng khi bị đánh bại. Do quá ngưỡng mộ danh tiếng của Hoàng đế Cyrus Đại Đế và Đế quốc Ba Tư, có lẽ những nhà văn người Ba Tư đã dấu việc ông bại trận tử vong, qua việc tạo nên huyền thoại Hoàng đế Kay Khosrow rút về ở ẩn, thờ phụng thần linh và biến mất một cách bí ẩn. Trong khi có lẽ những viên cận thần của Hoàng đế Cyrus Đại Đế bị tiêu diệt hoàn toàn khi rút quân, huyền sử Ba Tư tạo dựng thành việc các chiến binh của Hoàng đế Kai Khosrow đều hy sinh trong một cơn bão.
Nhưng về cái chết của Hoàng đế Cyrus Đại Đế thì những nhà sử học khác của người Hy Lạp như Ctesias và Xenophon cũng có những ghi nhận khác biệt với Herodotus. Bản thân Herodotus còn cho rằng có nhiều tài liệu khác nhau nói về sự kiện này. Vốn nhà sử học này bị chê trách vì ông thường đưa những giai thoại vào bộ sử sách của mình. Nhiều nhà văn đã tuyên bố mình "sửa sai" những "lời nói láo" của ông, và một trong số đó đó là Ctesias vào thế kỷ thứ IV trước Công nguyên, với tác phẩm "Persica" nói về lịch sử các xứ Assyria và Ba Tư. Theo nhà sử học Ctesias, Hoàng đế Cyrus Đại Đế giành thắng lợi trong một cuộc chinh phạt người Saka, và vua Amorges của người Saka trở thành một cố vấn thân cận của ông. Trong khi vua Kay Khosrow không có con theo huyền sử Ba Tư, sử cũ Hy Lạp đều ghi chép rằng vua Cyrus Đại Đế truyền ngôi cho con trai ông là Hoàng thái tử Cambyses.
Theo ghi nhận của Ctesias thì Hoàng đế Cyrus Đại Đế qua đời do bị thương, đồng thời ông đã chia tay Hoàng gia và Triều thần trước khi về cõi vĩnh hằng. Không có một vị Nữ hoàng nào trong câu chuyện này. Hoàng đế Cyrus Đại Đế tử thương sau một trận đánh với người Derbices, nhưng công cuộc chinh phạt người Derbices đã mang lại thắng lợi cho ông: vua Amorges mang viện binh đến, người Derbices bị đánh tan tác, vua của họ bị giết và lãnh thổ của họ bị sáp nhập vào Đế quốc Ba Tư. Theo Xenophon trong cuốn "Cyropaedia" thì Hoàng đế Cyrus Đại Đế qua đời bình yên ở kinh thành Pasargadae, sau những năm tháng trị vì huy hoàng. Theo Xenophon, một trong những việc làm của nhà vua trước khi qua đời là cầu nguyện thần linh. Đồng thời, việc Hoàng đế Cyrus Đại Đế được báo mộng là sẽ mất, việc ông chọn vua kế tục và trăn trối trong tuyệt tác "Cyropaedia" cũng có điểm tương đồng với những việc làm tương tự của Hoàng đế Kay Khosrow trong thiên sử thi "Shahnameh". Nếu vị Hoàng đế trong huyền sử Ba Tư lui về thờ cúng thần linh, thì vị Hoàng đế Ba Tư vĩ đại theo Xenophon, đã cúng bái thần linh trước khi qua đời. Ngay cả đối với nhân vật Nữ hoàng Tomyris, người ta khó có thể nói là bà ta có thật hay không.

## Lời khuyên dành cho Hoàng tử Lohrasb
Một số lời khuyên của ông dành cho Hoàng tử Lohrasb về vương quyền, chiến tranh, thần dân và sự hiền minh được kể lại trong "Shahnama" và "Gharar al-seyar" và cả Khwatay namak:
| “             | Này Lohrasb! The Oldest kings made towns beside the rivers, be aware you should go to them and create new jobs and be aware to follow them and be careful about what they have done! | ” |
| — Kay Khosrow | |   |

| “             | Lohrasb à! Đức Vua là nước và có thể rửa sạch mọi vật, nhưng nếu mọi vật đều không sạch thì nước trở nên vô dụng mà thôi! | ” |
| — Kay Khosrow | |   |

| “             | After each battle and war, look after the ordinary people and care about them, because in the war the king is like a surgeon physician, who first cuts the body and also cauterizes (as disinfectant) and then sews and an applies an ointment to the wound. | ” |
| — Kay Khosrow | |   |

Vua Kay Khosrow đã đi vào huyền sử Ba Tư với tư cách là một vị vua vĩ đại, nhà tu khổ hạnh và nhà tiên tri. Trong huyền sử Ba Tư, triều vua Lohrasb có những đặc điểm giống với cả hai triều vua kế tục Cyrus Đại Đế là Cambyses II và Smerdis trong sử cũ Hy Lạp.

## Sách đọc thêm
- Xenophon, Wayne Ambler, The education of Cyrus, Cornell University Press, 2001. ISBN 0801487501.
- William Edward Higgins, Xenophon the Athenian: the problem of the individual and the society of the polis, SUNY Press, 1977. ISBN 087395369X.
- Hartmut Melchert, Ktesias' Persika, Sách 7-13, Brown University, 1996.